# Jean-Marie Berthelot
Jean-Marie Berthelot (né le 22 juin 1887 à Fléty et mort le 17 février 1963 à Courcelles-Epayelles) est un homme politique français.

## Biographie
Instituteur à Liancourt à partir de 1908, après son passage à l'école normale de Beauvais, muté au Frestoy en 1911, il est nommé à Domfront en 1919, après sa démobilisation. Il adhère à la SFIO en 1921 et obtient son premier mandat électif en 1922, en étant élu conseiller général de l'Oise, dans le canton de Maignelay, mandat qu'il conserve jusqu'à la deuxième guerre mondiale, puis de nouveau en 1945. Son action départementale est essentiellement centrée sur le développement des voies de communications, et notamment des routes.
Il est plusieurs fois candidat, aux législatives de 1928, et aux sénatoriales de 1932 et 1938, mais en vain.
Président de la commission départementale à la Libération, il est élu Conseiller de la République en décembre 1946, avec 15,5 % des voix, grâce à l'attribution de sièges au niveau interdépartemental.
Son action parlementaire se concentre sur les questions budgétaires.
De nouveau candidat en 1948, il obtient 35 % des voix au second tour, et n'est pas réélu. Après avoir de nouveau vainement tenté sa chance lors des élections de 1952, où il n'obtient que 19 % des voix, il se retire de la vie politique.